# Cathy lost one's apricot yesterday
Cathy lost one's apricot yesterday（キャシーロストワンズアプリコットイエスタデイ）は、日本のオルタナティヴ・ロックバンド。
2008年に結成。2011年11月23日にソニー・ミュージックアーティスツより「ミエナイミライ」でデビュー。略称は「キャシー」。

## メンバー
- 吉田 正人（よしだ まさと） - ボーカル、ギター担当。

- 今村 友泰 （いまむら ともやす） - ギター、シンセサイザー担当。

- 山田 コウジロウ （やまだ こうじろう） - ドラム、コーラス担当。

### 旧メンバー
- 石井 優也（いしい ゆうや） - ドラム、コーラス担当。
  - 2009年脱退。現在、MAGI SCENEのギターボーカルとして活動中。

- ハジメ・ファンタジー （はじめふぁんたじー）- ベース担当。
  - 2013年6月18日活動休止ライブ「またね」をもって脱退。

### サポートメンバー
- 中村 一太（なかむら いった）-ドラム担当。
  - 2009年初頭から2009年末までサポートで参加。
  - the cabsのドラマーとして2006年から2013年まで活動。
  - plentyのドラマーとして2014年から2017年まで活動。

## 来歴
2008年に結成しライブ活動を精力的に展開しながら、3枚のデモテープを発売し、軒並みディスクユニオンインディーズチャートを賑わせる。
2011年11月23日には ART-SCHOOL戸高賢史をプロデューサーに迎え、デモテープ時代の楽曲をリアレンジし、新曲を加え「ミエナイミライ」をリリース。
2012年はライブ活動を中心に行い、ZIP-FM主催サーキット型フェスティバル『SAKAE SP-RING2012』出演や、同年7月24日代官山UNITでの自主企画「RISKING DEATH」をきのこ帝国、indigo la Endらと成功させる。また同年10月14日には自身初となるワンマンライブを下北沢SHELTERにて行う。
2013年2月13日に「A PILOT ON THE EDGE」をリリース。同年6月18日開催の下北沢SHELTER「またね」を以て活動を休止。

## ディスコグラフィ

### オリジナルアルバム
ミエナイミライ （2011年11月23日 / XQIY-91501）

1. ディア・マネー
2. julie's ill
3. ミエナイミライ
4. re;tail-youth
5. 君と僕との泣き芝居
6. Anonymous
7. snob

A PILOT ON THE EDGE （2013年2月13日/ XQEH-1014）

1. あげるよ
2. 静かになるまで3分かかりました
3. game
4. すべてがあって何もない
5. riz

### 自主制作DEMO CD
1. 1st DEMO （2008年3月4日）
言葉/シロノセカイ/心と身体
2. julie's ill e.p. （2009年10月15日）
julie's ill/femme/re;tail-youth/heights and wind/deimmian
3. Anonymous e.p. （2010年10月27日）
snob/Anonymous/まちあわせの唄/Ideals/僕らの声/ガラスノアメ
4. RISKING DEATH e.p. （2012年7月24日 代官山UNIT限定発売）
riz/swith out/すべてがあって何もない
5. あげるよ/キグルミ e.p. （2012年10月14日 下北沢SHELTER限定発売）
あげるよ/キグルミ